# Mooreobdella fervida
Mooreobdella fervida är en ringmaskart som först beskrevs av Addison Emery Verrill 1872.  Mooreobdella fervida ingår i släktet Mooreobdella och familjen hundiglar. Inga underarter finns listade i Catalogue of Life.